# La Guérilla ou les Désastres de la guerre
Pour les articles homonymes, voir Les Désastres de la guerre (homonymie).
La Guérilla ou les Désastres de la guerre (Los desastres de la guerra) est une mini-série espagnole de six épisodes réalisée par Mario Camus et diffusée en 1983.
La série tire son nom de la série d'estampes de Francisco de Goya, Les Désastres de la guerre.
Mario Camus est récompensé, pour cette œuvre, de la médaille d'or du mérite des beaux-arts par le Ministère de l'Éducation, de la Culture et des Sports en 1983.

## Synopsis
Lors de la Guerre d'indépendance espagnole, l'armée du général Léopold Hugo va utiliser la tactique de la guérilla ainsi que celle de contre-guérilla au travers de harcèlement, d'embuscades menées par des unités régulières et des troupes de partisans dont l'un des chefs est El Empecinado...

## Fiche technique
- Réalisation : Mario Camus
- Société de production : Televisión Española (TVE)
- Durée : 6 épisodes de 60 minutes

## Distribution
- Sancho Gracia : Juan Martín « El Empecinado »
- Francisco Rabal : Francisco de Goya
- Bernard Fresson : général Léopold Hugo
- Francisco Cecilio : Fernando VII
- Jean-Claude Dauphin : Savary
- Antonio Orengo : Carlos IV
- Philippe Rouleau : Joseph Bonaparte
- Pierre Santini : Napoléon
- María Elena Flores : María Luisa
- Mario Pardo : Marchena
- Florence Raguideau : Catalina Tomás
- Manuel Zarzo : García
- Mario Pardo
- Carlos Larrañaga